# Грыбчева, Иванка
Ива́нка Дими́трова Гры́бчева (болг. Иванка Димитрова Гръбчева; 28 июля 1946, София, Болгария — 26 мая 2013, там же) — болгарский кинорежиссёр, сценарист и педагог.

## Биография
В 1967 году окончила Высшую киношколу в Бабельсберге. В 1967—1991 годах — режиссёр киностудии «Бояна». Одновременно в 1987—1991 годах — художественный руководитель творческого объединения «Альфа» при киностудии. В 1978—1991 годах преподавала режиссёрское мастерство, а в 1998—2004 годах готовила кадры для телевидения в Великотырновском университете. Обращалась к актуальным темам: проблеме воспитания детей, развитию семейных отношений. Писала сценарии к ряду своих картин. Член БКП с 1969 года.

## Избранная фильмография

### Режиссёр
- 1970 — Я хочу жить / Един миг свобода
- 1972 — Шайка / Глутницата
- 1973 — Дети играют на улице / Деца играят вън
- 1974 — Экзамены некстати / Изпити по никое време
- 1975 — Ни с кем / При никого
- 1976 — Хирурги / Хирурзи
- 1979 — Война ежей / Войната на таралежите
- 1981 — Пришествие / Пришествие
- 1982 — Самый тяжкий грех / Най-тежкият грях
- 1983 — Золотая река / Златната река
- 1986 — Тринадцатая невеста принца / 13-та годеница на принца
- 1987 — Ева на третьем этаже / Ева на третия етаж
- 1989 — Брачные шутки / Брачни шеги
- 1989 — Разводы, разводы... / Разводи, разводи
- 1990 — Карнавал / Карнавалът
- 1993 — Жребий / Жребият
- 1999 — Взрослые игры / Големите игри
- 2003 — Одна калория нежности / Една калория нежност

## Награды
- 1979 — Заслуженная артистка НРБ
- 1975 — серебряный приз IX Московского международного кинофестиваля («Ни с кем»)